# The Long Home
The Long Home é um filme de drama estadunidense dirigido e estrelado por James Franco, baseado no romance homônimo de 1999 de William Gay. Também é estrelado por Josh Hutcherson, Tim Blake Nelson, Courtney Love, Timothy Hutton, Giancarlo Esposito, Ashton Kutcher, Josh Hartnett, Zoe Levin, Analeigh Tipton, Scott Haze e Robin Lord Taylor. A fotografia principal começou em 1º de maio de 2015.

## Sinopse
Na década de 1950 no Tennessee, um jovem chamado Nathan Winer Jr. (Josh Hutcherson) trabalha como um carpinteiro na construção de um bar do contrabandista Dallas Hardin, sem saber que o homem havia assassinado seu pai dez anos antes. Os dois entram em conflito quando Nathan acaba se apaixonando por Amber Rose (Zoe Levin), jovem que Hardin havia contratado como prostituta. O idoso recluso local William Tell Oliver tem evidências para provar que Hardin é um assassino, enquanto isso, ventos misteriosos sugerem uma justiça sobrenatural trabalhando para sair.

## Elenco
- Josh Hutcherson .... Nathan Winer Jr.
- Zoe Levin .... Amber Rose
- Tim Blake Nelson .... Hovington
- James Franco .... Dallas Hardin
- Courtney Love .... Pearl
- Timothy Hutton
- Giancarlo Esposito ..... William Tell Oliver
- Ashton Kutcher .... Nathan Winer Sr.
- Robin Lord Taylor
- Josh Hartnett
- Analeigh Tipton
- Scott Haze .... Weimer
- Gabrielle Haugh .... Grace Blalock
- Leila George .... Edna Hodges
- Austin Stowell
- Garret Dillahunt .... Bellwether

## Produção

### Pré-produção
James Franco iria dirigir, produzir (por meio da Rabbit Bandini Productions) e estrelar a adaptação para o cinema do romance de William Gay de mesmo nome. Robert Halmi Jr. e Jim Reeve seriam os produtores executivos.
The Long Home foi oferecido até $ 288.355 em créditos fiscais de filmes de Ohio.

### Elenco
Franco postou no Instagram uma lista do elenco de The Long Home que incluía Josh Hutcherson, Timothy Hutton, Keegan Allen, Ashley Greene, Tim Blake Nelson, Jim Parrack e Scott Haze. 
Tim Blake Nelson colaborou com Franco pela sétima vez como Hovington, um patriarca contrabandista. Josh Hutcherson estrelou como Nathan Winer. Hutton e Courtney Love foram escalados. Giancarlo Esposito interpretou William Tell Oliver, "um homem do sal da terra do sul com uma vida colorida e variada que passou inteiramente dentro dos confins do país". Vários outros atores entraram no elenco: Ashton Kutcher, Josh Hartnett, Zoe Levin (como Amber Rose), Analeigh Tipton, Haze e Robin Lord Taylor.

### Filmagem
O filme foi rodado em Eaton, Hamilton e Cincinnati. 
A fotografia principal começou em 1º de maio de 2015  em Hamilton. Isso coincidiu com a filmagem de outro filme de Franco, Goat, que foi filmado "quase simultaneamente".  As filmagens começaram em Eaton em 17 de maio. A produção do filme terminou em 23 de maio de 2015, com filmagens que duraram 23 dias.

## Lançamento
Esperava-se provisoriamente que The Long Home fosse lançado em 2017 e, em novembro daquele ano, os direitos de venda do filme foram adquiridos pela Great Point Media. No entanto, ele ainda não foi lançado em nenhum formato até 2021.